# Anguloa clowesii
Espèce
Anguloa clowesii est une espèce d'orchidées du genre Anguloa originaire d'Amérique du Sud.